# リチャード・ブラムス
リチャード・ブラムス（Richard Brams 1927-2021）は、アメリカ合衆国の映画・テレビドラマのプロデューサーである。

## 生涯
1927年、イリノイ州シカゴ生まれ。
1960年代、地元シカゴでドキュメンタリー番組やCMなどを制作するプロダクションを20年近く経営していた。
1970～1971年にはサンフランシスコに住む作家・雑誌編集者のジェームズ・A・グッド(James A Goode 1925-1993)と共同で、雑誌”EARTH ”を創刊した。これは音楽や文学、ファッション、戦争、環境問題など当時の様々な文化や事象を美しい写真とともに紹介するカウンターカルチャー誌で、10号まで出版された。評価は高く、現在も状態の良いものは高値で売買されている。
1972年、マイケル・マンが監督する短編ドキュメンタリーフィルム"17Days Down the Line" のエグゼクティブプロデューサーを担当し、1981年には再びマイケル・マンの初の劇場用作品となった「ザ・クラッカー/真夜中のアウトロー」で本格的にプロデューサーとしてのキャリアをスタート。引き続き「ザ・キープ」(1983)、「特捜刑事マイアミ・バイス」(1984〜1989)、「ドラッグウォーズ/麻薬戦争」(1990)、続編の「DEA/コロンビア麻薬戦争」(1992)に参加しマンとの仕事が長く続いた。
「特捜刑事マイアミバイス」と「ドラッグウォーズ」でエミー賞に３度ノミネートされたほか、「マイアミバイス」では2エピソードにカメオ出演している。その後もテレビドラマを中心に数々の作品を送り出した。
2021年4月15日、ニューメキシコ州サンタフェで93歳で亡くなった。

## フィルモグラフィ

### プロデュース作品
| 年        | 邦題 原題                                                                             | 担当                           | 備考                 |
| --------- | ------------------------------------------------------------------------------------- | ------------------------------ | -------------------- |
| 1972      | 17Days Down the Life                                                                  | 製作総指揮                     | 短編ドキュメンタリー |
| 1981      | ザ・クラッカー/真夜中のアウトロー Thief                                               | 製作                           | 映画                 |
| 1983      | ザ・キープ The Keep                                                                   | 製作                           | 映画                 |
| 1984-1989 | 特捜刑事マイアミ・バイス Miami vice                                                   | 共同製作/シーズン5で製作総指揮 | テレビシリーズ       |
| 1990      | ドラッグ・ウォーズ／麻薬戦争 Drug Wars: The Camarena Story                            | 3エピソードの製作総指揮        | ミニシリーズ         |
| 1992      | DEA／コロンビア麻薬戦争 Drug Wars: The Cocaine Cartel                                 | 2エピソードの製作総指揮        | ミニシリーズ         |
| 1993      | 女捜査官ジーナ In the Company of Darkness                                             | 製作                           | テレビ映画           |
| 1993      | 帰ってきた鬼警部アイアンサイド The Return of Ironside                                 | 製作                           | テレビ映画           |
| 1993      | 新アンタッチャブル The Untouchables                                                   | 製作総指揮                     | テレビシリーズ       |
| 1994      | Jonathan Stone: Threat of Innocence                                                   | 製作                           | テレビ映画           |
| 1994      | サイバー・コンパニオン The Companion                                                  | 製作                           | テレビ映画           |
| 1995      | Simon & Simon: In Trouble Again                                                       | 製作                           | テレビ映画           |
| 1995      | 不倫法廷3 Shadow of a Doubt                                                           | 製作総指揮                     | テレビ映画           |
| 1996      | A Kidnapping in the Family                                                            | 製作                           | テレビ映画           |
| 1996      | Buried Secrets                                                                        | 製作総指揮                     | テレビ映画           |
| 1996      | Suddenly                                                                              | 製作総指揮                     | テレビ映画           |
| 1996      | 女検事 The Prosecutors                                                                | 製作                           | テレビ映画           |
| 1997      | Night Sins                                                                            | 製作総指揮                     | テレビ映画           |
| 1997      | When Secrets Kill                                                                     | 製作総指揮                     | テレビ映画           |
| 1999      | 揺れる評決 Swing Vote                                                                 | 製作                           | テレビ映画           |
| 1999      | ミセス・シークレット・エージェント／危険な国から愛こめて The Unexpected Mrs. Pollifax | 製作                           | テレビ映画           |
| 2001      | Wolf Lake                                                                             | パイロットフィルムの製作       | テレビシリーズ       |
| 2002      | ワイズ・ガールズ WiseGirls                                                            | 製作                           | 映画                 |
| 2003      | Ｌ.Ａ.殺人捜査線 L.A. Sheriff's Homicide                                              | 製作                           | テレビ映画           |
| 2003      | Mafia Doctor                                                                          | 製作総指揮                     | テレビ映画           |

### カメオ出演
| 年   | 題名                                | サブタイトル                                                                     | 役                       |
| ---- | ----------------------------------- | -------------------------------------------------------------------------------- | ------------------------ |
| 1985 | 特捜刑事マイアミ・バイス Miami Vice | シーズン2第12話：真夏のセクシーレディ!!焼けた肌に潜む魔性の罠!! Definitely Miami | 砂山で車を発見する警官２ |
| 1985 | 特捜刑事マイアミ・バイス Miami Vice | シーズン2第14話：白昼の凶弾!!血に飢えたヒットマンを追え!! One Way Ticket         | 射撃場の職員             |